# 公田町 (横浜市)
公田町（くでんちょう）は、神奈川県横浜市栄区の町名。丁目の設定のない単独町名である。住居表示未実施。

## 歴史
地名は以前の大字、旧村名から採られている。律令時代に行われた口分田の余剰地である「公田」に由来する。1939年（昭和14年）4月1日、鎌倉郡本郷村大字公田から横浜市戸塚区に編入され、公田町を新設された。1968年（昭和43年）12月1日、飛地整理により、桂町、上郷町、中野町の一部を編入する。1969年（昭和44年）6月1日、飛地整理により、公田町の一部を桂町、小菅ケ谷町に編入する。1986年（昭和61年）11月3日に、旧戸塚区分区により栄区公田町となる。1994年（平成6年）9月26日、住居表示（栄区小菅ケ谷第一次地区）の実施に伴い、公田町の一部を新設された小菅ケ谷一丁目に編入する。1995年（平成7年）10月16日、住居表示（栄区小菅ケ谷第二次地区）の実施に伴い、公田町の一部を新設された柏陽に編入する。1998年（平成10年）10月19日、住居表示（栄区上郷・公田・中野地区）の実施に伴い、公田町の一部を新設された桂台北、桂台中、桂台西一丁目、桂台西二丁目、桂台南一丁目、桂台南二丁目に編入する。

## 地理
栄区の南部に位置する。
神奈川県道21号横浜鎌倉線（鎌倉街道）が町境にある。
2025年（令和7年）度に開通予定の首都圏中央連絡自動車道（横浜環状南線）を建設中であり、公田ICが設置される予定である。上郷公田線も建設中。

### 字
平島、椎郷、平台、中耕地、内耕地、中谷
、荒井沢、茶別当、巻能寺、小谷、台、上耕地、高平

### 地価
住宅地の地価は、2025年（令和7年）1月1日の公示地価によれば、公田町字荒井沢1019番394の地点で11万円/m²となっている。

## 世帯数と人口
2025年（令和7年）6月30日現在（横浜市発表）の世帯数と人口は以下の通りである。
| 町丁   | 世帯数    | 人口    |
| ------ | --------- | ------- |
| 公田町 | 4,630世帯 | 9,004人 |

### 人口の変遷
国勢調査による人口の推移。
| 年                 | 人口   |
| ------------------ | ------ |
| 1995年（平成7年）  | 14,612 |
| 2000年（平成12年） | 9,910  |
| 2005年（平成17年） | 9,488  |
| 2010年（平成22年） | 10,153 |
| 2015年（平成27年） | 9,960  |
| 2020年（令和2年）  | 9,544  |

### 世帯数の変遷
国勢調査による世帯数の推移。
| 年                 | 世帯数 |
| ------------------ | ------ |
| 1995年（平成7年）  | 5,119  |
| 2000年（平成12年） | 3,811  |
| 2005年（平成17年） | 3,875  |
| 2010年（平成22年） | 4,266  |
| 2015年（平成27年） | 4,248  |
| 2020年（令和2年）  | 4,338  |

## 学区
市立小・中学校に通う場合、学区は以下の通りとなる（2024年11月時点）。
| 番・番地等 | 小学校               | 中学校             |
| --- | -------------------- | ------------------ |
| 740番地、745〜753番地 776〜778番地、780番地 836番地の2・88〜93・116・124・233・238〜249 837番地、848番地、1080番地の2 1081番地、1083番地〜1089番地の2、1093番地の1〜4 1098〜1099番地、1120番地の1〜10・70 1127番地の3、1128〜1129番地、1130番地の30〜35 1188〜1193番地、1210番地、1216〜1222番地 1414〜1422番地、1424〜1452番地、1478〜1505番地 | 横浜市立桂台小学校   | 横浜市立桂台中学校 |
| 1〜160番地、354番地、357〜386番地 390〜414番地、434〜437番地、439〜444番地 499〜505番地、634番地（飛番地） 647番地の2〜737番地、741〜744番地 754〜775番地、779番地、781〜808番地 810番地、820〜835番地、838〜847番地 849〜1079番地、1089番地の3〜1092番地 1100〜1118番地、1194〜1209番地 1211〜1215番地、1679番地以降                           | 横浜市立公田小学校   | 横浜市立桂台中学校 |
| 161〜166番地、167番地（県道原宿六浦線以南） 168〜353番地、355〜356番地、387〜389番地 415〜433番地、438番地、445〜498番地 628〜633番地、646番地 647番地の1 | 横浜市立公田小学校   | 横浜市立本郷中学校 |
| 167番地（県道原宿六浦線以北） | 横浜市立本郷台小学校 | 横浜市立本郷中学校 |
| 506〜627番地、634番地（飛番地を除く） 635〜645番地、738〜739番地、1295〜1306番地 1311番地〜1317番地の6、1317番地の36・37 1318〜1326番地、1328〜1413番地 1453〜1477番地、1506〜1678番地 | 横浜市立本郷小学校   | 横浜市立本郷中学校 |

## 事業所
2021年（令和3年）現在の経済センサス調査による事業所数と従業員数は以下の通りである。
| 町丁   | 事業所数  | 従業員数 |
| ------ | --------- | -------- |
| 公田町 | 157事業所 | 1,886人  |

### 事業者数の変遷
経済センサスによる事業所数の推移。
| 年                 | 事業者数 |
| ------------------ | -------- |
| 2016年（平成28年） | 151      |
| 2021年（令和3年）  | 157      |

### 従業員数の変遷
経済センサスによる従業員数の推移。
| 年                 | 従業員数 |
| ------------------ | -------- |
| 2016年（平成28年） | 1,550    |
| 2021年（令和3年）  | 1,886    |

## 施設

### 公共施設
- 横浜市立栄図書館
- 横浜市立公田小学校
- 横浜市公田保育園
- かつら愛児園
- 栄区休日急患診療所
- UR 公田町団地

### 寺社
- 神明社 - 旧村社。公田・桂町の氏神。祭神は天照皇大神ほか4体。境内に山嶽信仰の碑がある。
- 皇女御前社（皇女神社）- 上臈塚伝説に因んで照玉姫を祀る神社[26]。
- 桂谷山永林禅寺 - 曹洞宗。公田町内唯一の寺。

### 遺跡・史跡
- 公田ジョウロ塚遺跡（公田町遺跡）- 縄文時代の「顔面把手（人面把手）」が出土[27][28]。神奈川県立歴史博物館が展示している[29]。
- 上臈塚（じょうろうづか）- 公田ジョウロ塚遺跡近くにある塚。 824年（天長元年）にこの地で没した照玉姫（葛原親王の妃）とその侍女2人を祀ったものという[26]。
- アラハバキ神 - 栄区図書館近くにある石の祠。主に東北地方で信仰される製鉄の神「アラハバキ」を祀っている市内唯一の場所[28]。

### 自然
- 荒井沢市民の森

## 隣接町名
- 桂町
- 中野町
- 桂台西
- 桂台南
- 鎌倉市岩瀬
- 鎌倉市今泉

## その他

### 日本郵便
- 郵便番号 : 247-0014[3]（集配局：大船郵便局[30]）

### 警察
町内の警察の管轄区域は以下の通りである。
| 番・番地等 | 警察署   | 交番・駐在所 |
| ---------- | -------- | ------------ |
| 全域       | 栄警察署 | 上郷交番     |

## 参考資料
- 栄の歴史編集委員会『栄の歴史』栄区地域振興課 2013年（平成25年）3月
- 栄区地域振興課『栄区郷土史ハンドブック（第5刷）』横浜市 2015年（平成27年）3月
- “横浜市町区域要覧” (PDF).   横浜市市民局 (2016年6月). 2022年9月6日閲覧。